# Cichlasoma paranaense
Cichlasoma paranaense é uma espécie de peixe de água doce da família Cichlidae, nativa da bacia do rio Paraná, na América do Sul. É encontrada em vários países da região, incluindo Argentina, Brasil e Paraguai.
O Cichlasoma paranaense é uma espécie relativamente pequena, geralmente crescendo até cerca de 10-12 centímetros de comprimento. Possui um corpo verde-amarelo com pintas e listras horizontais azuis, além de uma mancha preta distintiva na base da cauda. É uma espécie popular em aquários devido à sua coloração marcante e comportamento ativo.
Na natureza, o Cichlasoma paranaense habita águas paradas ou de fluxo lento, como lagos, lagoas e pântanos. É um animal onívoro, alimentando-se de uma variedade de pequenos organismos, incluindo insetos, crustáceos e matéria vegetal.
Devido à perda de habitat e à pesca excessiva, o Cichlasoma paranaense é considerado uma espécie vulnerável pela União Internacional para a Conservação da Natureza (IUCN). A conservação desta espécie é importante para a manutenção da biodiversidade na região do rio Paraná.
Sofre com o parasitismo de metacercárias do verme Clinostomum complanatum.